# The Amsterdam Dungeon
The Amsterdam Dungeon (auch: Amsterdam Dungeon) in Amsterdam (Provinz Nordholland) ist eine Kombination aus Museum, Theater und Attraktion der Marke The Dungeons. Es informiert über tatsächlich vorgefallene Ereignisse aus der Geschichte Amsterdams. Die Vorstellungen finden in elf Räumen statt und die Besucher werden von zirka sieben Schauspielern begleitet. Weitere Dungeons befinden sich in Blackpool (im Blackpool Tower), Edinburgh, Hamburg (Hamburg Dungeon), Berlin, London (London Dungeon) und York.

## Geschichte

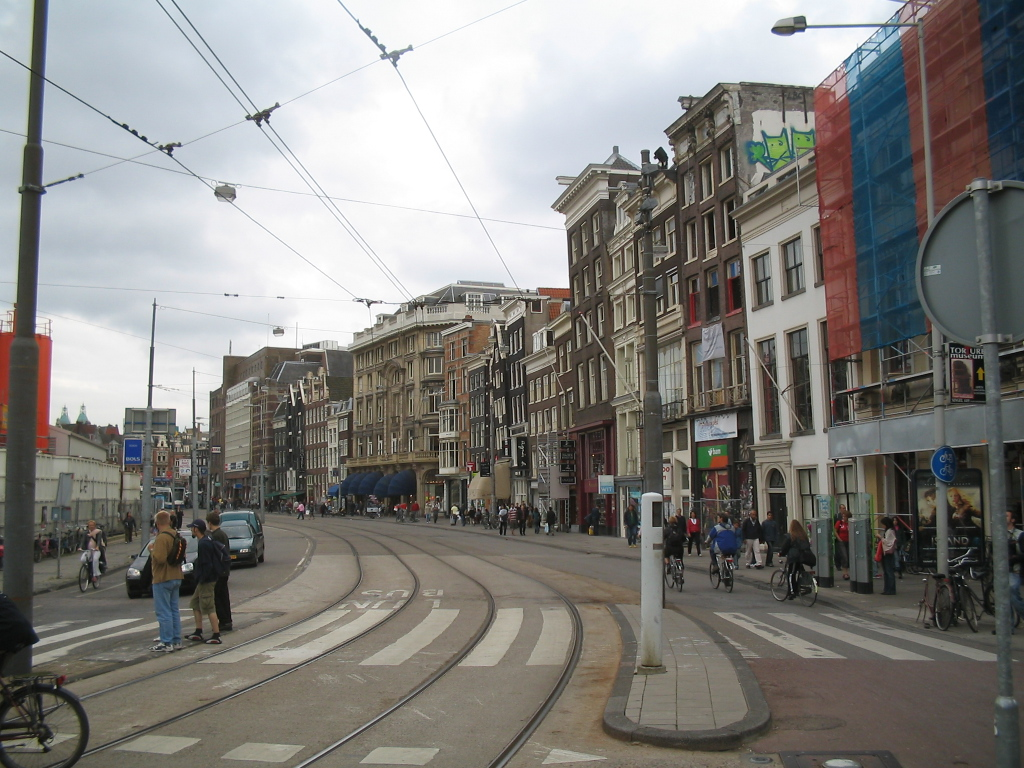
Rokin (2005)

Das Unternehmen Merlin Entertainments Group (MEG) öffnete im September 2005 The Amsterdam Dungeon in der Amsterdamer Innenstadt in der Straße Rokin.
Das Gebäude hat einen historischen Hintergrund und eignete sich deshalb gut zur Unterbringung des Museums. An dieser Stelle ereignete sich 1345 das Mirakel von Amsterdam. Zur Erinnerung an das Wunder findet seit dem Mittelalter eine Prozession, der Stille Omgang („Stiller Rundgang“), in der Nähe des Hauses statt. Zur Erinnerung an  dieses Ereignis wurde hier eine Kirche gebaut (zwischen 1346 und 1347), die Heilige Stede.
Da das Gebäude unter Denkmalschutz (Rijksmonument) steht, wurden zuerst archäologische Untersuchungen durchgeführt, bevor MEG das Museum einrichten konnte. So wurde unter anderem das Familiengrab eines früheren reichen Kaufmannes, Gherrit Guertsen Doothooft, entdeckt. Im Laufe der Zeit waren in dem Haus eine Moschee, das Hotel Park Plaza und ein Aktionshaus untergebracht.
The Amsterdam Dungeon hat ein Spiegellabyrinth. Mit einer Gruppe von Maximal 30 Personen werden die dunklen Seiten („duistere kant“) der Amsterdamer Geschichte in elf Räumen vorgeführt.
- Raum 1: Die „dunklen Seiten“ von Amsterdam in der ehemaligen Kirche.
- Raum 2: Die blutige Inquisition, Folterkammer und -werkzeuge.
- Raum 3: Magische Musik in der Music Bar. Hier teilt ein Magier Warnungen aus.
- Raum 4: Über die Batavia, ein Schiff der Niederländischen Ostindien-Kompanie mit seinen grausigen Begleitumständen von Krankheiten, Gewalt und Tod.[8]
- Raum 5: Ein anatomisches Theater von Doktor Deyman. Der berüchtigte Kriminelle Zwarte Jan wird einer Autopsie unterzogen.
- Raum 6: Die Totenkammer.
- Raum 7: Die spanische Inquisition um 1600.
- Raum 8: Geistererscheinung, Hexenverfolgung.
- Raum 9: Die dunklen Straßen von Amsterdam im Spiegellabyrinth.
- Raum 10: Die Pestepidemie von 1664.[9]
- Raum 11: Magerer Hein des Todes. Die letzte Reise zum Untergang.[10]

Im Marco-Polo-Reiseatlas Amsterdam wird The Amsterdam Dungeon umschrieben als „Für Freunde des Makabren; Gruselausstellung über die dunklen Seiten der Amsterdamer Geschichte, inklusive Livevorführungen und Geisterbahnfahrt.“

## Ehemalige Achterbahn
| Name                       | Typ              | Hersteller | Eröffnungsjahr | Schließungsjahr | Weblinks |
| -------------------------- | ---------------- | ---------- | -------------- | --------------- | -------- |
| Reaper, Drop ride to doom! | E-Motion Coaster | Mack Rides | 2005           | 2014            |          |

## Weiterführende Literatur
- L. Noordegraaf, G. Valk: De gave Gods: De pest in Holland vanaf de late middeleeuwen. Uitgeverij Bert Bakker, Amsterdam 1996, ISBN 90-70805-14-6. S.  230